# Складна черепаха Чапіна
Склáдна черепаха Чапіна (Pelusios chapini) — вид черепах з роду Складні черепахи родини Пеломедузові черепахи. Отримала назву на честь американського біолога Джеймса Пола Чапіна. Інша назва «центральноафриканська мулова черепаха».

## Опис
Загальна довжина карапаксу досягає 38 см. Голова велика, товста. Верхня щелепа виступає уперед, мають великі зуби. На підборідді є 2 невеликих вусика. Карапакс має форму подовженого овалу, куполоподібний, трохи опуклий, не має потиличного щитка. Кіль не зовсім розвинений. Пластрон трохи звужено спереду й ззаду, він містить шарнір між грудними і черевними щитками. Задні кінцівки мають ребристість, на пальцях по 5 кігтів. Стегнові щитки довше черевних.
Голова коричнева або темно—коричнева. Нижня сторона голови й шиї сіра або коричнева. Колір карапакса коливається від темно—коричневого до чорного. Пластрон жовтий або жовто—коричневий, по середині проходять темні плями.

## Спосіб життя
Полюбляє річки, болота, озера і дрібні ставки. Харчується комахами, молюсками, ракоподібними, земноводними, рибою.
Самиця відкладає 5—9 яєць. Інкубаційний період триває до 70 днів.

## Розповсюдження
Мешкає в Африці: Демократична Республіка Конго, Уганда, Центральноафриканська Республіка, Республіка Конго, Габон, Камерун.